# Carme Forcadell i Lluís
Carme Forcadell i Lluís (1955, Xerta, Španělsko) je španělská politička a aktivistka katalánské národnosti. Od roku 2015 zastává pozici předsedkyně katalánského parlamentu. Vzděláním je středoškolská učitelka. Je zakladatelkou katalánského jazykového uskupení Plataforma por la Lengua (katalánsky Plataforma por la Llengua).

## Biografie
Vystudovala filozofii, komunikační studia a také katalánskou filologii na Autonomní univerzitě v Barceloně (UAB). V letech 1979 až 1982 pracovala v televizní stanici TVE Catalunya a následně pracovala v řadě médií. Od roku 1985 pracovala na katalánském ministerstvu školství. Vydala několik učebnic a knih, které se týkají jazyka a literatury. V letech 2003–2017 zasedala v radě města Sabadell za stranu Republikánská levice. Poté neobhájila svůj mandát v komunálních volbách a na několik let se věnovala spíše lingvistice, než politice. V roce 2014 získala ocenění Joan Blanca za ochranu katalánské kultury.
V roce 2015 byla za koalici pro Ano zvolena do katalánského parlamentu. Následně byla v říjnu téhož roku zvolena do funkce předsedkyně parlamentu. Prosazuje nezávislost Katalánska na Španělsku. V souvislosti s referendem o nezávislosti Katalánska z října 2017 byla obviněna španělskými státními zástupci z pobuřování s řadou katalánských politiků, kteří prosazují vyhlášení nezávislosti autonomního společenství.